# Костлявая кума
«Костлявая кума» (другие переводы названия — «Костлявая», «Костлявая смерть»; итал. La commare secca) — первый полнометражный фильм Бернардо Бертолуччи, вышедший в 1962 году.

## Сюжет
Утром на окраине Рима находят тело убитой немолодой проститутки. Полиция начинает расследование и допрашивает всех, кто был в ближайшем парке ночью. На экране воссоздаются воспоминания подозреваемых: паренька Лучано, промышляющего криминальным ремеслом; бывшего вора с семнадцатью судимостями Бустелли; наивного солдата Теодоро Козентино; неизвестного в деревянных сабо из Фриули; двух бедных влюблённых, разыскивавших денег на обед для своих девушек; гомосексуала. В финале виновного находят и арестовывают. Детективный сюжет служит Бертолуччи для того, чтобы затронуть темы социальной несправедливости, человеческой сексуальности и превратности судьбы.

## В ролях
- Карлотта Барили — Серенелла
- Лоренца Бенедетти — Милли
- Винченцо Чиккора — майор
- Джанкарло Де Роза — Нино
- Елена Фонтана
- Мария Фонтана
- Габриэлла Джорджелли — Эсперия
- Сильвио Лауренци
- Альфредо Леджи
- Аллен Миджетте — Теодоро, солдат
- Франческо Руру
- Мариса Солинас — Бруна